# راشيل سويت
راشيل سويت (بالإنجليزية: Rachel Sweet)‏ هي موسيقية ومغنية وكاتبة أغاني وكاتبة سيناريو وممثلة أمريكية، ولدت في 28 يوليو 1962 في آكرون في الولايات المتحدة.

## وصلات خارجية
- راشيل سويت على موقع IMDb (الإنجليزية)
- راشيل سويت على موقع ألو سيني (الفرنسية)
- راشيل سويت على موقع ميوزك برينز (الإنجليزية)
- راشيل سويت على موقع أول موفي (الإنجليزية)
- راشيل سويت على موقع قاعدة بيانات الأفلام السويدية (السويدية)
- راشيل سويت على موقع ديسكوغز (الإنجليزية)
- راشيل سويت على موقع قاعدة بيانات الفيلم (الإنجليزية)
- راشيل سويت على موقع كينوبويسك (الروسية)